# Pignon sur rue
Pour la maison du vélo de Lyon, adhérente FUB, voir Fédération française des usagers de la bicyclette.
Pignon sur rue est une émission de téléréalité québécoise en 180 épisodes de 26 minutes produite par Trinôme, diffusée du 10 septembre 1995 au 5 avril 1999 à Télé-Québec,,. Presque 30 ans après sa première diffusion, le docu-réalité Pignon sur rue est de retour à Télé-Québec à l’automne 2024 dans une formule quotidienne de 4 émissions par semaine. Elle est produite cette fois-ci par la boite Trinome & Filles.
En mars 2025, une deuxième saison de la série est confirmée. La production est d’ailleurs à la recherche de sept nouveaux jeunes adultes voulant participer à cette nouvelle saison.  

## Synopsis
L'émission met en vedette 7 jeunes âgés entre 18 et 25 ans provenant de diverses régions du Québec venant vivre l'expérience d'habiter à Montréal en "colocation" dans un grand appartement et sous l'œil de la caméra.
En plus de poursuivre un rêve personnel, un défi professionnel ou simplement leurs études, ils partageront sans filtre leur réalité, tant sous le pignon qu’à l’extérieur, avec tous ces moments marquants du passage à la vie adulte, rempli d’incertitudes, mais bouillonnant de possibilités.
La chanson thème de l'émission est composée par Claude Léveillée et Kevin Parent et interprétée par Kevin Parent,.
Le titre de l'émission découle d'une expression : "avoir pignon sur rue", qui signifie posséder une maison ou un commerce donnant sur la rue, et par extension, avoir une certaine notoriété. Elle découle vraisemblablement de la pratique des bourgeois aisés de décorer la façade et le pignon de leur maison donnant sur la rue, afin d'afficher leur richesse.